# Список христианских конфессий
Ниже приводится список основных христианских конфессий, а также деноминаций, течений (направлений) и юрисдикций в рамках той или иной конфессии.

## Основные направления

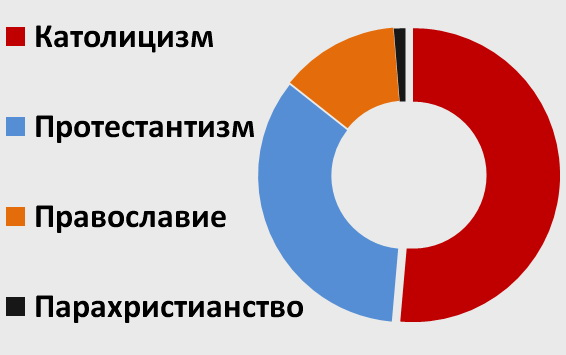
Основные направления христианства

В наши дни в христианстве существуют следующие пять основных направлений:
- Католицизм
- Православие
- Древневосточные православные церкви (миафизитство)
- Доэфесские церкви (несторианство)
- Протестантизм

Кроме основных, исследователями могут выделяться другие, маргинальные направления. Все они, в свою очередь, делятся на конфессии, течения, деноминации, церкви, секты и движения, общее число которых более 20 тысяч. По данным «Атласа христианских религий», имелось 20 800 (в 1982 г.), 38 000 (в 2001 г.), 45 000 (в 2019 г.) конфессий. Стоит учесть, что 1 конфессия в 5 разных странах считается за 5 в общем числе конфессий.

## Католицизм
- Католическая церковь
  - Латинская церковь
  - Восточнокатолические церкви
    - Грекокатолические церкви (византийский обряд)
      - Греческая католическая церковь
      - Итало-албанская католическая церковь
      - Мелькитская католическая церковь
      - Украинская грекокатолическая церковь
      - Русинская грекокатолическая церковь
      - Румынская грекокатолическая церковь
      - Болгарская грекокатолическая церковь
      - Словацкая грекокатолическая церковь
      - Венгерская грекокатолическая церковь
      - Белорусская грекокатолическая церковь
      - Албанская грекокатолическая церковь
      - Российская грекокатолическая церковь
      - Хорватская грекокатолическая церковь
      - Македонская грекокатолическая церковь

    - Армянская католическая церковь (армянский обряд)
    - Западно-сирийские католические церкви (западно-сирийский обряд)
      - Сирийская католическая церковь
      - Сиро-маланкарская католическая церковь
      - Маронитская церковь

    - Коптская католическая церковь (коптский обряд)
    - Эритрейская католическая церковь (эфиопский обряд)
    - Эфиопская католическая церковь (эфиопский обряд)
    - Восточно-сирийские католические церкви (восточно-сирийский обряд)
      - Халдейская католическая церковь
      - Сиро-малабарская католическая церковь
- Независимый католицизм
  - Старокатолицизм
    - Утрехтская уния старокатолических церквей
    - Старокатолическая мариавитская церковь Польши
    - Польская национальная католическая церковь
    - Польская старокатолическая церковь

  - Католики-традиционалисты
    - Священническое братство святого Пия X

  - Реформированные католики
    - Бразильская католическая апостольская церковь
    - Независимая филиппинская церковь

## Православие

### Православная церковь(автокефальные церкви)
- Константинопольская православная церковь
  - Финляндская православная церковь — автономная церковь.
  - Эстонская апостольская православная церковь — автономная церковь.
  - Критская православная церковь — полуавтономная церковь.
  - Украинская православная церковь в Канаде
  - Украинская православная церковь в США
- Александрийская православная церковь
- Антиохийская православная церковь
- Иерусалимская православная церковь
  - Синайская православная церковь — автономная церковь.
- Русская православная церковь
  - Белорусская православная церковь
  - Украинская православная церковь
  - Китайская православная церковь — автономная церковь, не оформленная организационно.
  - Латвийская православная церковь
  - Молдавская православная церковь
  - Русская православная церковь за границей
  - Эстонская православная церковь Московского патриархата
  - Японская православная церковь — автономная церковь.
- Грузинская православная церковь
- Сербская православная церковь
- Румынская православная церковь
- Болгарская православная церковь
- Кипрская православная церковь
- Элладская православная церковь (Греция)
- Албанская православная церковь
- Польская православная церковь
- Православная церковь Чешских земель и Словакии
- Признаются не всеми автокефальными церквями:
  - Православная церковь в Америке
  - Православная церковь Украины
  - Македонская православная церковь

### Православные церкви вне общения со Вселенским православием

#### Старообрядчество
- Поповство
  - Древлеправославная архиепископия
  - Древлеправославная церковь Христова Белокриницкой иерархии
  - Русская православная старообрядческая церковь
  - Русская православная старообрядческая церковь в Румынии
  - Русская древлеправославная церковь
- Беспоповство
  - Древлеправославная поморская церковь
    - Восточная старообрядческая церковь

  - Древлеправославная старопоморская церковь федосеевского согласия
  - Любушкино согласие
  - Спасово согласие
  - Странническое согласие
  - Часовенное согласие

#### Истинно православные церкви
- Катакомбные и зарубежные церкви
  - Российская православная автономная церковь
  - Русская истинно-православная церковь
  - Русская православная церковь заграницей (Виталия)
    - Русская православная церковь заграницей (Виталия и Владимира)
    - Истинно-православная церковь Молдавии
    - Российская православная церковь

  - Русская православная церковь заграницей (Агафангела)
  - Патриархия Российской истинно-православной катакомбной церкви
  - Фёдоровцы
- Старостильные церкви
  - Православные старостильные церкви Греции
    - Истинно православная церковь Греции (Синод Кирика)
    - Истинно-православная церковь Греции (Синод Хризостома)
      - Синод противостоящих

    - Церковь истинно-православных христиан Греции (Синод Авксентия)
    - Церковь истинно-православных христиан Греции (Синод Каллиника)

  - Истинно-православная церковь Румынии
  - Православная старостильная церковь Румынии
  - Миланский синод
  - Болгарская православная старостильная церковь
  - Сербская истинно-православная церковь
  - Святая православная церковь Северной Америки

#### Непризнанные национальные автокефальные церкви
- Абхазская православная церковь
- Анакопийская епархия
- Белорусская автокефальная православная церковь
- Кафолическая православная церковь Португалии
- Турецкая православная церковь
- Черногорская православная церковь

#### Обновленческие (реформистские) православные церкви
Апокалиптическая православная церковь
- Апостольская православная церковь
- Истинно-православная церковь (Рафаила)
- Кафолическая православная церковь Франции
- Православная российская церковь (Кириака)
- Православная церковь Божией Матери Державная
- Русская катакомбная церковь истинно-православных христиан
- Украинская автокефальная православная церковь каноническая
- Украинская реформаторская православная церковь
- Церковь Иоанна Богослова (Торонто)
- Конфессия православных теократов

#### Прочие православные движения
- Имяславие
- Иннокентьевцы
- Иоанниты
- Небесная Апокалипсическая Церковь Откровения Иоанна Богослова
- Царебожие
  - Царская православная церковь

## Древневосточные православные церкви
К этой группе относятся церкви, не принявшие решения Халкидонского собора.
- Армянская Апостольская Церковь
- Коптская Церковь
- Сиро-яковитская православная церковь
- Эритрейская православная церковь
- Эфиопская православная церковь
- Маланкарская православная церковь
  - Гоанская православная церковь

## Доэфесские церкви
К этой группе относятся церкви, не принявшие решения Эфесского собора.
- Ассирийская Церковь Востока
- Древняя Ассирийская церковь Востока

## Протестантизм

### Протопротестантизм[англ.]
- Вальденсы
- Гуситы
  - Чехословацкая гуситская церковь
  - Чешские братья
    - Моравская церковь

### Лютеранство
- Всемирная лютеранская федерация
  - Церковь Швеции
  - Евангелическо-лютеранская церковь Финляндии
  - Церковь Датского Народа
  - Эфиопская Евангелическая Церковь Мекане Йесус
  - Церковь Норвегии
  - Евангелическо-лютеранская церковь в России, на Украине, в Казахстане и Средней Азии
  - Евангелическо-лютеранская Церковь Ингрии
  - Лютеранская Церковь Австралии
  - Евангелическая Лютеранская Церковь Иордании и Святой Земли
  - Объединённая Евангелическо-Лютеранская Церковь Индии
  - Церковь Исландии
  - Евангелическо-Лютеранская Церковь Италии
  - Евангелическо-лютеранская церковь Латвии
  - Евангелическая лютеранская церковь Литвы
  - Евангелическая Лютеранская Церковь в Намибии
  - Евангелическая Церковь Аугсбургского Исповедания Румынии
  - Евангелическо-Лютеранская Церковь Румынии
  - Евангелическая церковь Чешских братьев
  - Силезская евангелическая церковь аугсбургского исповедания
  - Эстонская евангелическо-лютеранская церковь
- Международный лютеранский совет
  - Лютеранская церковь — Миссурийский синод
  - Евангелическая Лютеранская Церковь — Синод Франции и Бельгии
- Конфессиональная евангелическая лютеранская конференция
  - Висконсинский евангелический лютеранский синод
  - Евангелическая лютеранская церковь «Согласие»
  - Украинская лютеранская церковь

### Кальвинизм
- Реформатство
  - Венгерская реформатская церковь
  - Голландская реформатская церковь Южной Африки
  - Нидерландская реформатская церковь
- Пресвитерианство
  - Объединённая церковь Канады
  - Церковь Шотландии
- Конгрегационализм

### Анабаптизм
- Меннонитство
- Гуттериты
- Амиши
- Швенкфельдиане
- Братья (данкеры)

### Англиканство
- Англиканское Сообщество
  - Церковь Англии
  - Церковь Ирландии
  - Шотландская епископальная церковь
  - Епископальная церковь США
  - Англиканская церковь в Японии
  - Провинция Англиканской Церкви Конго[англ.]
  - Англиканская церковь Нигерии
  - Лузитанская Церковь
  - Англиканская церковь Канады

### Методизм
- Объединённая методистская церковь
  - Объединённая методистская церковь в России

Движение святости
- Армия спасения
- Церковь Назарянина

### Баптизм
- Баптисты седьмого дня
- Евангельские христиане-баптисты
  - Евро-Азиатская федерация союзов евангельских христиан-баптистов
    - Всеукраинский союз церквей евангельских христиан-баптистов
    - Российский союз евангельских христиан-баптистов
    - Союз евангельских христиан-баптистов Азербайджана
    - Союз церквей евангельских христиан-баптистов Армении

  - Международный союз церквей евангельских христиан-баптистов
- Национальная баптистская конвенция
- Южная баптистская конвенция
  - Генеральная конвенция баптистов Техаса

### Квакерство
- Всемирный консультативный комитет Друзей
- Шейкеры

### Реставрационизм
- Ученики Христа

### Ирвингиане
- Новоапостольская церковь

### Плимутские братья
- Плимутские братья (замкнутые)[англ.]
- Плимутские братья (открытые)[англ.]
  - Евангельские христиане (прохановцы)
    - Всероссийское содружество евангельских христиан

### Адвентизм
- Адвентисты седьмого дня
  - Церковь адвентистов седьмого дня
  - Адвентисты седьмого дня реформационного движения
  - Международное миссионерское общество АСД реформационного движения[англ.]
  - Давидяне адвентисты седьмого дня[англ.]
- Церкви Бога (Седьмого дня)[англ.]

### Пятидесятничество
- Апостольская церковь[англ.]
  - Апостольская церковь в Великобритании
  - Апостольская церковь Нигерии
- Апостольская церковь Христа
- Ассамблеи Бога
  - Российская церковь христиан веры евангельской
  - Церковь Полного Евангелия Ёыйдо
  - Церковь христиан веры евангельской Украины
- Ассоциация пятидесятнических церквей Руанды
- Евангелическая пятидесятническая миссия Анголы
- Евангелическая пятидесятническая церковь «Бразилия за Христа»
- Евангелическая пятидесятническая церковь Чили
- Зимбабвийские Ассамблеи Бога в Африке
- Индийская пятидесятническая церковь Бога
- Искупленная христианская церковь Божья
- Китайское евангельское братство
- Международная евангельская церковь «Воины креста Христова»
- Международная пятидесятническая церковь святости
- Международная церковь четырёхстороннего Евангелия
- Миссия апостольской веры в Южной Африке
- Назаретская баптистская церковь
- Объединенная Церковь Христиан Веры Евангельской
- Пятидесятническая церковь «Бог есть Любовь»
- Пятидесятническая церковь Бога
- Пятидесятническая церковь «Елим»
- Российский объединённый союз христиан веры евангельской
- Сообщество пятидесятнических церквей Бурунди
- Союз свободных церквей христиан евангельской веры Украины
- Субботствующие пятидесятники
- Церкви «Открытой Библии»
- Христианская церковь «Маранафа»
- Христианские конгрегации Бразилии
- Церковь Бога (Кливленд, Теннесси)
  - Вефильская церковь Индонезии
- Церковь Бога во Христе
- Церковь Бога пророчеств
- Церковь «Китай за Христа»
- Церковь Пятидесятницы (Гана)

#### Харизматическое движение
- Все народы
- Вселенская церковь «Царство Божие»
- Посольство Божье
  - Украинская реформаторская православная церковь
- Слово жизни
- Церковь веры
- Церковь возрождения во Христе
- Церковь «Иисус — Господь»
- Часовня на Голгофе

### Объединённые протестантские церкви
- Евангелическая церковь Германии
- Корейская христианская федерация
- Объединённая церковь Канады
- Объединённая церковь Христа
- Протестантская церковь Нидерландов
- Церковь Бангладеш
- Церковь Пакистана
- Церковь Северной Индии
- Церковь Южной Индии

### Прочие
- Глориавейл
- Евангелизм

## Духовное христианство
Старинные русские секты.
- Хлысты
  - Новый Израиль
  - Старый Израиль
- Скопцы
- Духоборы
- Молокане
- Чуриковцы

## Антитринитаризм
Направления в христианстве, отвергающие догмат о Троице.
- Англо-израелизм[англ.]
- Исследователи Библии
  - Свидетели Иеговы
  - Свободные исследователи Библии
- Мормонизм
  - Сообщество Христа
  - Церковь Иисуса Христа Святых последних дней. сообщество христа
- Пятидесятники-единственники
  - Апостольская церковь, международная
  - Апостольская церковь Эфиопии
  - Объединенная пятидесятническая церковь, международная
  - Пятидесятнические ассамблеи мира
  - Церковь евангельских христиан в духе апостолов
  - Церковь истинного Иисуса
- Сведенборгиане
- Толстовство
- Унитарианство и христианский универсализм
  - Генеральная ассамблея унитарианских и свободных христианских церквей[англ.]
  - Литовские братья
  - Социнианство (польские братья)
  - Унитарианская универсалистская ассоциация[англ.]
  - Унитарианская церковь Трансильвании
- Христадельфиане
- Церковь Христа (Филиппины)

## Иудеохристианство
- Движение святого имени[англ.]
- Еврейские корни[англ.]
- Еговисты-ильинцы
- Макуя
- Мессианский иудаизм
- Субботники
- Чёрные евреи

## Псевдохристианские религиозные организации
Псевдохристианские, или парахристианские, религиозные организации — направления, принадлежность которых к христианству оспаривается религиоведами и (или) традиционными христианскими конфессиями.
- Всемирная ассоциация христиан-спиритуалистов
- Еговисты-ильинцы
- Христианская наука
- Церковь объединения
- Церковь последнего завета
- Эзотерическое христианство
  - Мартинизм
  - Розенкрейцерство
  - Христианская каббала.

## Исторические направления в христианстве
Исчезнувшие христианские движения и учения.

### Направления в древнем христианстве
- Адамиты
- Арианство
- Гностическое христианство
- Донатизм
- Иудеохристианство
- Монархианство
- Монофелитство
- Монофизитство (Евтихианство)
- Николаиты
- Савеллианство

### Направления в средневековом христианстве
- Апостолики
- Арнольдисты
- Бегарды / Бегинки
- Богомилы
  - Боснийская церковь
  - Патарены
- Братья и сёстры свободного духа
- Гуситы
  - Каликстинцы
  - Табориты
- Жидовствующие
- Катары (альбигойцы)
- Лолларды
- Нео-Адамиты
- Павликиане
- Петробрузианцы
- Стригольники
- Тондракийцы